# 奥斯瓦尔德·哈泽尔里德
奥斯瓦尔德·哈泽尔里德（德語：Oswald Haselrieder，1971年8月22日—），意大利男子雪橇运动员。他曾代表意大利参加1992年、1998年、2002年、2006年和2010年冬季奥林匹克运动会雪橇比赛，其中2006年冬季奥运会获得一枚铜牌。